# Học viện Admiral Farragut
Học viện Admiral Farragut là một học viện lâu đời và uy tín ở phía Tây bang Florida, Mỹ. Học viện ban đầu được thành lập năm 1933 tại Pine Beach, New Jersey bởi Đô đốc Samuel Robinson, nguyên Giám sát Học viện Hải quân Hoa Kỳ tại Annapolis, Maryland, và được đặt tên theo Đô đốc David Glasgow Farragut. Học viện Admiral Farragut được quốc hội Mỹ công nhận là "Học viện Hải Quân Danh Dự" vào năm 1946 
Là một trường dành cho cả nam lẫn nữ, số lượng học viên ở Admiral Farragut Academy tương đối nhỏ, chỉ khoảng 395 học viên cho các cấp lớp từ 6 đến 12, trong đó có 23% là học viên quốc tế đến từ 14 quốc gia khác nhau. Học viện Admiral Farragut cũng có khoá tiếng Anh ESOL cho sinh viên quốc tế.
Học viện Admiral Farragut có tỷ lệ học viên đạt điểm SAT trung bình là 1640. Theo một số thống kê trong giai đoạn 2001-2005, học viên tốt nghiệp tại Admiral Farragut Academy có thể gia nhập được các trường cao đẳng- đại học có uy tín như: Florida State University, St. Petersburg College, Harvard University, University of South Florida, Boston University v.v.

## Chương trình đào tạo
Học viện Admiral Farragut có khoảng 17 môn học thể thao như bóng chuyền, bóng rỗ, đấu vật, đánh golf, tennis, đá banh, chèo thuyền, bơi lội…

## Các thành tựu
Một trong những thành tựu nổi bật nhất của Admiral Farragut Academy là đã đào tạo được hai trong số 12 người đã đi bộ trên Mặt Trăng như: Alan Shepard (người thứ Năm đi bộ lên Mặt Trăng), Charles Duke (người thứ mười đi bộ lên Mặt Trăng trong sứ mệnh Appollo 17).
Ngoài ra, hơn 62 học viên Admiral Farragut Academy tốt nghiệp khóa 2008 đã giành được tổng học bổng được ước tính lên đến 6,69 triệu USD. Rất nhiều học viên của Admiral Farragut Academy trong khóa 2008 đã nhận được rất nhiều học bổng khác từ quân đội và chính phủ Mỹ.

## Được công nhận
Admiral Farragut Academy được công nhận bởi các tổ chức sau:
• The Southern Association of Colleges and Schools and
• The Florida Council of Independent Schools.
Admiral Farragut Academy cũng là thành viên của các tổ chức:
• The National Association of Independent Schools
• The Small Boarding Schools Association
• Tampa Bay Independent Secondary Schools
• The Association of Military College Schools and Universities in the United States
• The Florida High School Activities Association